# Trest smrti v Chorvatsku
Trest smrti v Chorvatsku existoval do roku 1991, kdy byl ústavně zrušen. Poslední poprava v Socialistické federativní republice Jugoslávie, jejíž součástí bylo i Chorvatsko, byla vykonána v roce 1987.

## Historie
Poslední civilní poprava na území Chorvatska byla vykonána v roce 1987, kdy byl popraven bývalý řidič kamionu Dušan Kosić za vraždu svého spolupracovníka Čedomira Matijeviće, jeho manželky Slavice a jejich dcer Dragany a Snježeny. Starší holčičce byly v době smrti dva roky a mladší osm měsíců. Během vyšetřování poskytl Kosić vyšetřujícímu soudci a policistům podrobné přiznání, které však během svého soudu odvolal. Okresní soud v Karlovaci jej uznal vinným dne 4. října 1983 a odsoudil jej k trestu smrti. Kosić byl zastřelen popravčí četou dne 29. ledna 1987.
Trest smrti zrušil článek 21 Ústavy Chorvatska z roku 1990. Chorvatsko podepsalo protokol č. 6 Úmluvy o ochraně lidských práv a základních svobod dne 6. listopadu 1996. Ratifikován byl dne 5. listopadu 1997 a v platnost vešel dne 1. prosince 1997. Protokol č. 13 Úmluvy o ochraně lidských práv a základních svobod země podepsala dne 3. července 2002. Ratifikovala jej dne 3. února 2003 a v platnost vešel dne 1 .července 2003.

### Seznam poprav od roku 1959 na území Chorvatska
Seznam osob popravených na území Chorvatska od roku 1960 do roku 1987.
| Jméno popravené osoby | Pohlaví | Datum rozsudku     | Datum popravy                      | Místo popravy | Zločin                 | Metoda popravy      |
| --------------------- | ------- | ------------------ | ---------------------------------- | ------------- | ---------------------- | ------------------- |
| Pavao Čekada          | muž     | 1960               | 29. března 1960                    | Varaždín      | válečné zločiny        | poprava zastřelením |
| Stevo Ovčar           | muž     | 1960               | 1960                               | Osijek        | vražda policisty       | poprava zastřelením |
| Jovan Bugarski        | muž     | 1965               | 24. února 1965                     | Záhřeb        | dvojitá vražda         | poprava zastřelením |
| Kazimir Antić         | muž     | 6. listopadu 1967  | 6. listopadu 1968                  | Rijeka        | vražda během loupeže   | poprava zastřelením |
| Ferdo Dorić           | muž     | 1970               | 1970                               | Karlovac      | dvojitá vražda         | poprava zastřelením |
| Kosta Dujić           | muž     | 27. listopadu 1974 | 1976                               | Split         | dvojitá vražda         | poprava zastřelením |
| Nikola Kević          | muž     | 1977               | 22. dubna 1977 nebo 22. dubna 1978 | Osijek        | dvojitá vražda         | poprava zastřelením |
| Dušan Kosić           | muž     | 4. října 1983      | 29. ledna 1987                     | Karlovac      | několikanásobná vražda | poprava zastřelením |